# Creidlitz
Creidlitz ist ein Stadtteil der kreisfreien Stadt Coburg im Nordwesten Oberfrankens und hat rund 1700 Einwohner. Im Jahre 870 wurde Creidlitz erstmals urkundlich erwähnt, knapp 200 Jahre früher als Coburg. Der Ort ist ein Wohndorf mit Vorortcharakter und reichem Vereinsleben. Die Einheimischen sprechen Itzgründisch.

## Geographie

### Geografische Lage
Creidlitz liegt im Coburger Süden im Coburger Land. Im Südwesten des Ortes beginnt das Tal der Itz, der so genannte Itzgrund.

### Ausdehnung des Ortsgebiets
Creidlitz grenzt im Süden an die Gemeinde Niederfüllbach und westlich an den Ahorner Ortsteil Finkenau. Nördlich grenzt es an den Stadtteil Ketschendorf mit der Erhebung Buchberg und dem Wohngebiet Pelzhügel im Süden. Am Flugplatz grenzt es an das Gebiet der Gemeinde Grub am Forst. Ein alter Gutsbesitz, das Hambachs Gut, ist Teil des Ortsgebietes. Neubaugebiete und Nachkriegsbauten gehen ineinander über. Creidlitz hat den Siedlungscharakter eines Vorortes.

### Nachbargemeinden
Im Norden grenzt Creidlitz an den Coburger Stadtteil Ketschendorf, im Süden an die Gemeinde Niederfüllbach. Im Westen gelangt man zunächst nach Ahorn, im Osten nach Grub am Forst.

## Geschichte

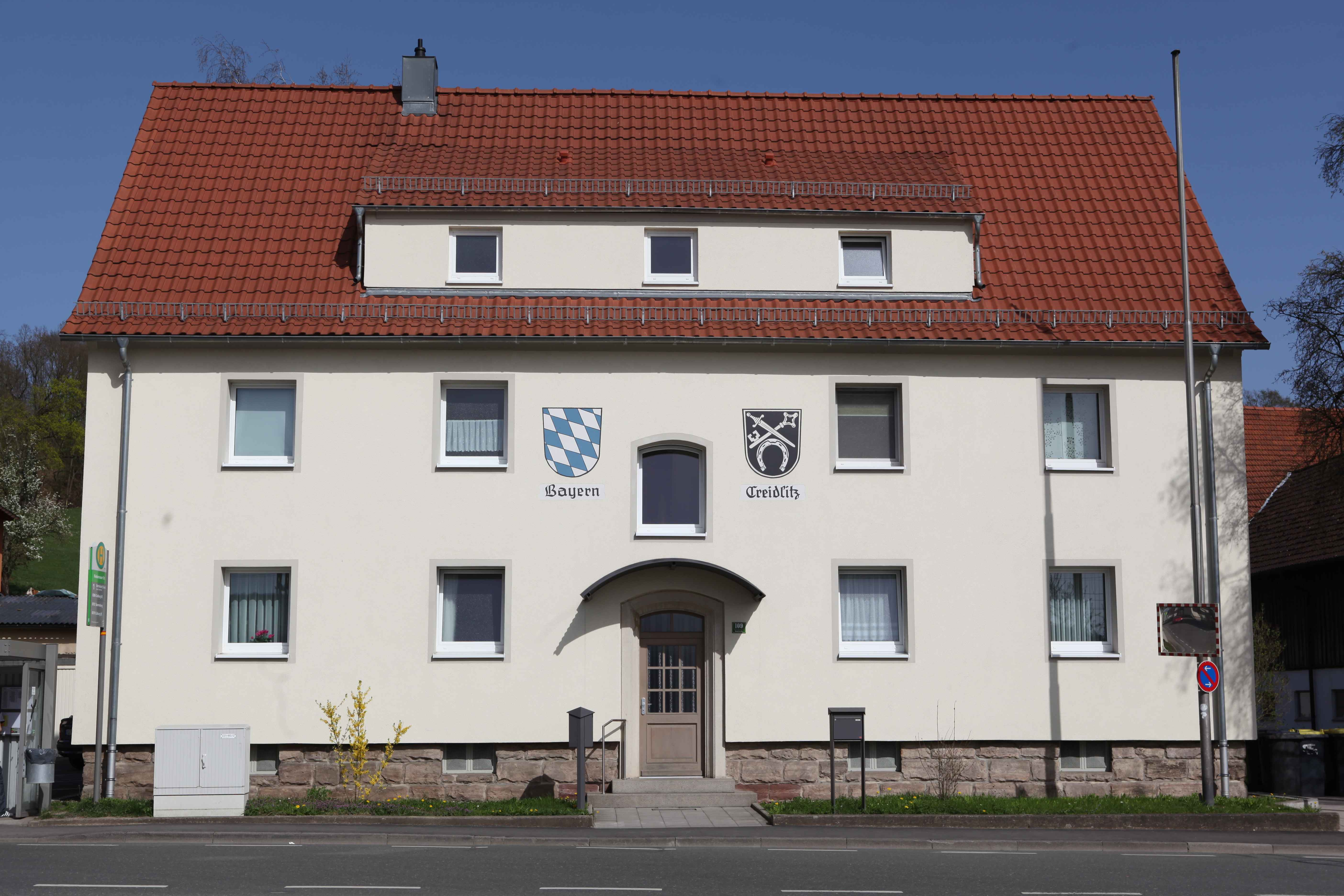
Ehemaliges Gemeindehaus

Creidlitz, eine slawische Siedlung, die sich an der Itz bildete, ist urkundlich älter als die Stadt Coburg. Im Jahre 870 wurde es mit dem Namen „Grilizi“ erstmals in einer Königsurkunde Ludwigs des Deutschen erwähnt. Es lag an einer Handelsstraße zwischen Nürnberg und Leipzig. Im Jahr 1910 hatte der Ort 614 Einwohner. Am 1. Juli 1920 kam er nach einer Volksabstimmung und dem darauffolgenden Staatsvertrag mit dem Freistaat Coburg zu Bayern.
Die Gemeinde wurde im Zuge der Gebietsreform am 1. Juli 1972 mit 1788 Einwohnern und 230 Hektar Fläche in die Stadt Coburg eingegliedert. Der letzte Bürgermeister war Hans Blümlein von 1946 bis 1972, nach dem ein Erholungsgebiet am alten Sportplatz benannt ist.

## Politik

### Wappen
Das Creidlitzer Gemeindewappen zeigt in schwarz schräg gekreuzt ein goldenes Schwert und einen goldenen Schlüssel, darunter ein silbernes Hufeisen.
Das Hufeisen erinnert an die Lage des schon als karolingisches Königsgut bekannten Ortes an der früheren Hauptverkehrsstraße von Leipzig über Nürnberg nach Oberitalien.
Schwert und Schlüssel wurden dem Wappen des Benediktinerklosters Saalfeld entnommen, das 1074 Reichsabtei und 1497 Fürstabtei wurde. 1516 in ein weltliches Chorherrenstift umgewandelt, wurde es 1525 säkularisiert. Bis zur Reformation gehörten zu dem ausgedehnten Klosterbesitz auch Güter von einer Schenkung der polnischen Königin Richeza 1075.
Die zusammen mit dem Wappen angenommene Gemeindefahne hat Streifen in gelb, schwarz und weiß gemäß den Farben des neuen kommunalen Hoheitszeichens. 1762 führte die Gemeinde nur den sächsischen Schild mit dem Rautenkranz im Siegel, dem Gemeindewappen von Drossenhausen gleichend.

## Kultur und Sehenswürdigkeiten

### Naherholungsgebiet Hans-Blümlein-Anlage
An der Hans-Blümlein-Anlage, dem ehemaligen Sportplatz, beginnt das Naherholungsgebiet Lehengraben, benannt nach einem kleinen Bachlauf, der an den Lehenäckern unterhalb des Grüber Steins entspringt. Dort befindet sich auch das Quellgebiet der Lehenquelle, welche früher die Creidlitzer Bevölkerung mit Trinkwasser versorgte. Zur Hans-Blümlein-Anlage gehören ein Spiel- und Bolzplatz, das Vereinsheim der Kleintierzüchter sowie die Geschäftsstelle des Bürger- und Heimatvereins Creidlitz. Ein kleiner Teich wird durch die Lehenquelle gespeist. Jährlich finden dort zwei Veranstaltungen statt, das Lehengrabenfest und das Kinderfest der Volksschule und des Kindergartens Creidlitz.

### Bauwerke
- Evangelisch-lutherische Dr.-Martin-Luther-Kirche

Die Kirche befindet sich mit dem Creidlitzer Friedhof auf einer kleinen Anhöhe mitten im Ort und ist schon von Weitem sichtbar. Das Kirchengemeindehaus mit Brunnen steht der Kirche gegenüber. Die Grundsteinlegung war am 4. September 1955. Am 26. August 1956 feierte der Bayreuther Kreisdekan und Oberkirchenrat Karl Burkert die Kirchenweihe. Seither findet an diesem Datum die Creidlitzer Kirchweih statt.
- Römisch-katholische St.-Elisabeth-Kirche

Das Gotteshaus befindet sich am höchsten Punkt des Rennerweges, unweit der Hans-Blümlein-Anlage. Am 23. April 1960 wurde in einer feierlichen Weihehandlung der Grundstein gelegt und am 14. Mai 1961 der Kirchenbau von Stadtpfarrer Lang und dem Vertreter des Erzbischofs Franz Ott geweiht.
- Das alte Gemeindehaus in der Creidlitzer Straße am oberen Bahnübergang trägt an seiner Außenfassade links das Creidlitzer Gemeindewappen und rechts das bayerische Wappen.
- Der unter Denkmalschutz stehende Bahnhof Creidlitz verfällt.
- Im Oberdorf befindet sich auf dem Brunnenplatz der Dorfbrunnen am Stern, gegenüber steht das markante Backsteingebäude der ehemaligen Korbwarenfarik Müller, heute ein Wohn- und Geschäftshaus.

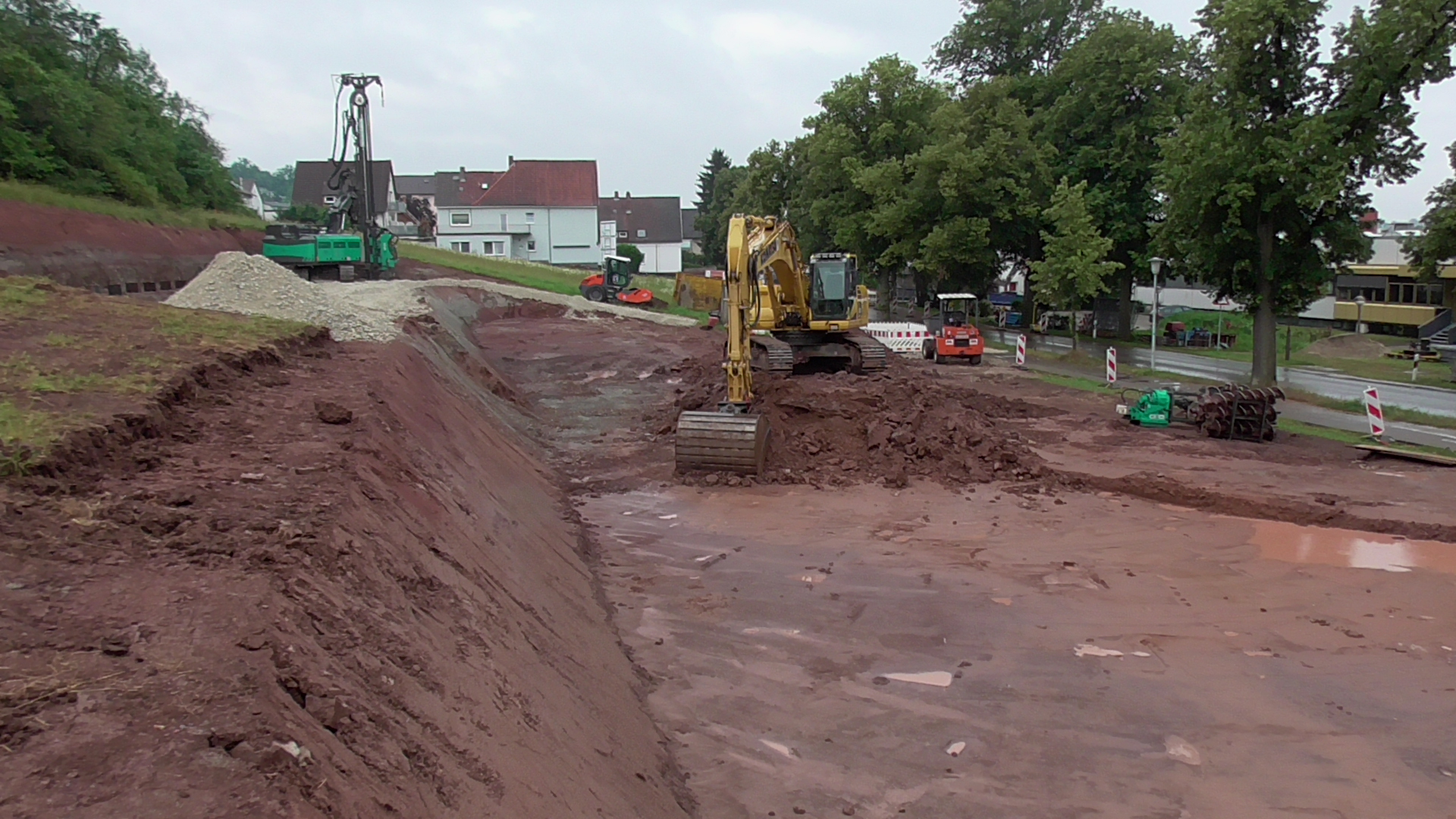
Die Baustelle des neuen Feuerwehrhauses der Freiwilligen Feuerwehr Creidlitz am 28. Juni 2020

- Das Feuerwehrhaus entstand an der Creidlitzer Straße Hausnummer 1 am Ortseingang an der Grenze zu Ketschendorf. Baubeginn war am 22. Juni 2020. Die Anlage wurde Mitte Juli 2022 fertiggestellt. Die offizielle Einweihungsfeier mit Segnung und einem Tag der offenen Tür fand am 13. Mai 2023 statt. Sie kostete etwa 2,0 Millionen Euro. Dazu kam noch der Betrag für den Grunderwerb. Bauherr war die Stadt Coburg. In Aussicht steht eine staatliche Förderung von 186.900 Euro für die Stellplätze der drei dort stationierten Feuerwehrfahrzeuge. Wegen der Geländeneigung steht das Gebäude mit der Rückseite bis zu fünf Meter tief im Hang. Die 18 Parkplätze für die Einsatzkräfte liegen links neben dem Gebäude. Das Flachdach soll begrünt werden.

### Sport und Vereinswesen
In Creidlitz sind drei Sportvereine beheimatet: die Turn- und Sportgemeinschaft (TSG) Creidlitz, der Schützenverein Creidlitz mit seinen beiden Kegelbahnen und einer Gaststätte und die Billardfreunde Creidlitz-Coburg.
Creidlitz hat folgende weitere Vereine: den Gartenbauverein, der nahe der Hans-Blümlein-Anlage, unterhalb der Lehenäcker, eine Kleingartenanlage unterhält, die Pfadfinder, die Rotkreuzgemeinschaft Marienverein, die Freiwillige Feuerwehr, den VDK-Ortsverein, den CSU-Ortsverein, die Sängervereinigung und den Kleintierzuchtverein.
Die Billardfreunde Creidlitz spielten zeitweise in der höchsten deutschen Spielklasse, der 1. Billard–Bundesliga Mehrkampf.

### Kulinarische Spezialitäten
Kulinarische Spezialitäten sind die Coburger Rostbratwurst und der „Merch mit Kloß“, das traditionelle Kirchweihessen. Dabei handelt es sich um Rindfleischscheiben mit Meerrettichsoße und Coburger Klößen.

## Wirtschaft und Infrastruktur
Creidlitz war lange Zeit als Wirtschaftsstandort durch Industrie geprägt. Die Industriezweige wurden weitgehend durch Handels-, Handwerks- und Industriebetriebe ersetzt. Das Dorf war traditioneller Standort der Porzellanindustrie, der Verpackungsindustrie und der Spielwarenindustrie. Daneben gibt es Holzbearbeitungs- und landwirtschaftliche Betriebe. Das Speditionswesen ist am Ortsrand durch einen Großanbieter (DB Schenker) vertreten. Creidlitz ist umgeben von zwei Supermärkten, einem Baumarkt und einem Frisör. Weiterhin gibt es eine Fleischerei, zwei Bäckereien, eine Apotheke sowie fünf Gaststätten. Zwei Buslinien im 15-Minuten-Takt verbinden im öffentlichen Nahverkehr Creidlitz mit Coburg.

### Verkehr

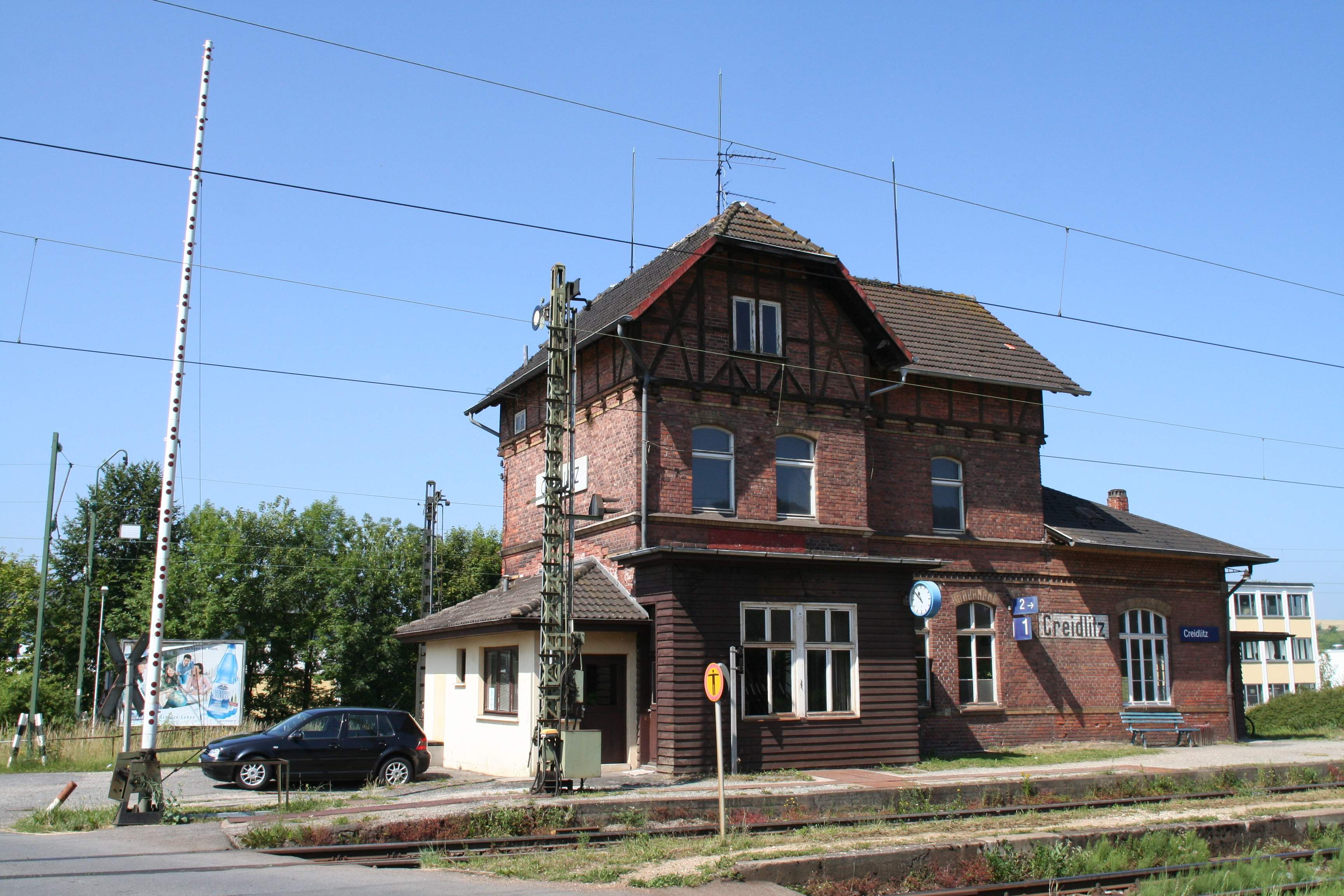
Der Bahnhof in Creidlitz

Westlich von Creidlitz gabeln sich die von Coburg nach Süden und Südosten führenden Verkehrswege, die im Itzgrund vierspurig ausgebaute von Nord nach Süd verlaufende Bundesstraße 4, von der die nach Osten führende zweispurige B 303 abzweigt.
Durch Creidlitz verläuft die Werrabahn von Coburg nach Lichtenfels. Die stillgelegte Strecke Creidlitz – Rossach, die Itzgrundbahn, wurde teilweise als Radweg ausgebaut. Seit dem ICE-Halt am Bahnhof Coburg durchfährt der ICE mehrmals täglich Creidlitz.
Die Flugtechnische Arbeitsgemeinschaft Coburg e. V. betreibt bei Creidlitz das Segelfluggelände Coburg-Steinrücken.
Der sogenannte Kiebitz-Radweg wurde im Frühjahr 2022 gebaut und war im Juni fertiggestellt. Er verbindet entlang der Bahnstrecke Coburg – Lichtenfels den Wendeplatz am Autohaus Hommert in der Hahnwiese mit der Kläranlage und schließt sich in der Wassergasse an Coburgs Radwegenetz an.

### Medien
Informationsmedium der Gemeinde ist das wöchentlich erscheinende Mitteilungsblatt. Auch die Coburger Stadtzeitung Mohr hat dort ihre Redaktion.

### Öffentliche Einrichtungen
Creidlitz besitzt zwei Kirchengemeinden (evangelisch-lutherisch und römisch-katholisch) und einen Kindergarten.
Es ist Standort des Arbeiter-Samariter-Bundes Coburg (ASB), sowie der Quartierstützpunkt der Caritas Coburg Stadt und Land.

### Bildung

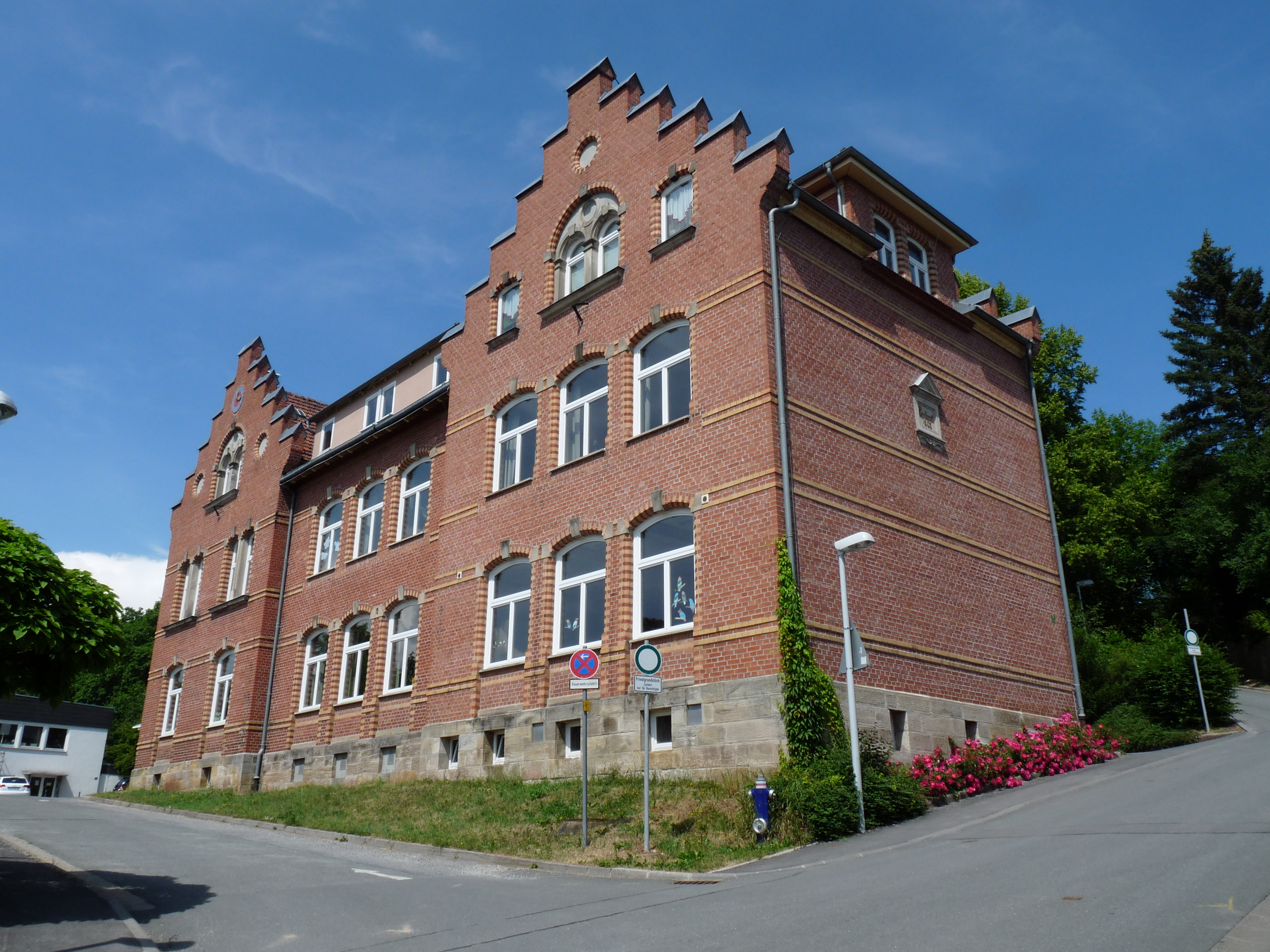
Grundschule Coburg-Creidlitz

Creidlitz verfügt über eine Grundschule, die Grundschule Coburg-Creidlitz, und einen Kindergarten.

### Veranstaltungen
Ein Höhepunkt des Gemeindelebens ist das jährlich stattfindende Kinderfest (auch Gregoriusfest) der örtlichen Vereine mit kleinem Festumzug und anschließendem Festprogramm. Ferner findet jährlich das Schützenfest mit dem traditionellen Kirchweihtanz statt. Seit einigen Jahren findet regelmäßig im Kirchhof der evangelischen Dr.-Martin-Luther-Kirche die von den Creidlitzer Ortsvereinen, der Schule, dem Kindergarten sowie den Vertretern beider Kirchen organisierte Creidlitzer Dorfweihnacht statt.